# 亀井茲建
亀井 茲建（かめい これたけ、旧字体：龜井茲建󠄁、1910年（明治43年）6月21日 - 1992年（平成4年）1月21日）は、日本の実業家。伯爵。旧津和野藩主亀井家第15代当主。元東北開発株式会社総裁。
父は伯爵亀井茲常、政治家の亀井久興は三男、亀井亜紀子は孫。

## 略歴
- 1910年 - 島根県鹿足郡津和野町出身
- 1934年 - 東京帝国大学経済学部卒業、日本興業銀行に入る
- 1949年 - 検査部次長
- 1952年 - 福島支店長
- 1954年 - 富山支店長
- 1956年 - 北海道東北開発公庫理事
- 1957年 - 理事再任業務部長東北支店長を歴任
- 1963年 - 北海道東北開発公庫副総裁
- 1970年 - 東北開発株式会社総裁（1978年退任）
- 1980年 - 紀伊國屋書店監査役
- 1981年 - 東北電力監査面役

## 家族・親族
- 父 亀井茲常　東宮侍従として皇太子時代の昭和天皇に仕えた[1]
- 妻 正子（1915年6月4日生、伯爵有馬頼寧の四女[2]。有馬頼寧の母寛子は岩倉具視の娘。）
- 長男 茲基（1936年9月13日生[2]）[3]　財団法人亀井温故館理事長[4]、本州製紙調査役[2]、2022年時点でも当主として存命[5]
  - 妻・裕子(1942年3月20日生、吉村康一長女[2])
    - 孫・建英(1968年2月3日生[2])
    - 孫・資子(1969年4月25日生[2])
    - 孫・基史(1970年6月27日生[2])
- 次男 常彰（1938年7月10日生[2])学習院大学理学部卒、日立製作所主任研究員[2]。日立退職後、多目的ホール｢光と風のミュージアム｣を経営[3][6]。妻は志賀潔の孫。
  - 妻・千賀子(1940年8月16日生、宮城県出身の弁護士岡得太郞[7]の三女[2])
  - 孫・常宏(1966年3月5日生[2])
  - 孫・常延(1967年7月2日生[2])
- 三男 久興（元衆議院議員、元参議院議員） 
  - 同妻・陽子（1942年4月20日生、横山正克の五女[8]） 
    - 孫・亜紀子(衆議院議員、元参議院議員)
    - 孫・万紀子(1977年5月14日生[8])
    - 孫・三紀子(1978年12月28日生、久興の政治団体興栄会の会計責任者[9]新川彰人の妻[8]で興栄会の事務担当者)
- 長女 久美子（1941年7月19日生、田代紘雄に嫁する[2])
田代家は清和源氏の流れを汲む源頼成の末裔とされ、塩原の温泉館“和泉屋”を営んでいる[10]
- 次女 多美子(1943年1月29日生、大倉喜七郎の長男喜六郎の二男・昭彦(大倉文化財団評議員[11])の妻)
- 三女 富美子(1944年9月19日生、石井寿晴の妻[2])
- 四男 建照(1946年9月5日生、中央大学勤務[2])

## その他
東京都三鷹市に居住した。
趣味は絵画、俳句。宗教は神道。
実業家の横山正克とは中学の同窓、高等学校で同級生だった。
墓所は島根県津和野町の亀井家墓所にあり、法号は覺誠院殿種德茲建大居士と贈られた。
東京帝大法学部在学中に赤化華族事件（治安維持法違反の容疑）で検挙されるも、二ヵ月以内に転向の意思を示したことにより起訴されず釈放された。別途、華族としての処分が検討されることとなったが、父親の功績（皇太子の欧州外遊随行）が考慮され、宮内省の木戸幸一による厳しい叱責のみで処分は終了した。

## 関連人物
- 横山正克